# Krefelder Fußball-Club Uerdingen 05 2021-2022
Questa voce raccoglie le informazioni riguardanti il Krefelder Fußball-Club Uerdingen 05 nelle competizioni ufficiali della stagione 2021-2022.

## Stagione
Nella stagione 2021-2022 l'Uerdingen, allenato da Dmitri Voronov, Patrick Schneider e Alexander Voigt, concluse il campionato di Regionalliga ovest al 19º posto e fu retrocesso in Oberliga.

## Rosa
| N. |                          | Ruolo | Calciatore       |
| -- | ------------------------ | ----- | ---------------- |
| 1  | Liechtenstein (bandiera) | P     | Justin Ospelt    |
| 2  | Paesi Bassi (bandiera)   | D     | Pepijn Schlösser |
| 3  | Germania (bandiera)      | D     | Erdinc Karakas   |
| 4  | Germania (bandiera)      | D     | Tim Brdaric      |
| 5  | Irlanda (bandiera)       | C     | Noe Baba         |
| 6  | Germania (bandiera)      | C     | Tom Fladung      |
| 7  | Germania (bandiera)      | C     | Justin Neiß      |
| 8  | Portogallo (bandiera)    | C     | Leon Augusto     |
| 9  | Ghana (bandiera)         | A     | Charles Atsina   |
| 11 | Giappone (bandiera)      | A     | Shun Terada      |
| 13 | Germania (bandiera)      | C     | Jan Heiduck      |
| 14 | Georgia (bandiera)       | C     | Levan Kenia      |
| 14 | Germania (bandiera)      | C     | Fabio Minino     |
| 15 | Germania (bandiera)      | D     | Jesse Sierck     |
| 16 | Danimarca (bandiera)     | C     | Jonathan Nielsen |

| N. |                          | Ruolo | Calciatore           |
| -- | ------------------------ | ----- | -------------------- |
| 17 | Germania (bandiera)      | A     | Abdul Fesenmeyer     |
| 18 | Germania (bandiera)      | A     | Chrysanth Mallek     |
| 19 | Germania (bandiera)      | C     | Maximilian Müller    |
| 20 | Germania (bandiera)      | C     | Luca Jensen          |
| 22 | Germania (bandiera)      | P     | Jovan Jovic          |
| 23 | Serbia (bandiera)        | D     | Jason Prodanovic     |
| 29 | Germania (bandiera)      | C     | Marco Cirillo        |
| 46 | Corea del Sud (bandiera) | C     | Yun Ji-hwan          |
| 62 | Germania (bandiera)      | D     | Miran Ağırbaş        |
| 98 | Germania (bandiera)      | C     | Daniel Tumbas        |
|    | Germania (bandiera)      | P     | Timo Meißner         |
|    | Germania (bandiera)      | D     | Brandon Do           |
|    | Germania (bandiera)      | D     | Shawn-Maurice Jeroch |
|    | Germania (bandiera)      | D     | Leonel Kadiata       |
|    | Germania (bandiera)      | C     | Marcel Kretschmer    |

## Organigramma societario
Area tecnica
- Allenatore: Alexander Voigt
- Allenatore in seconda: Michael Jørgensen, Levan Kenia
- Preparatore dei portieri:
- Preparatori atletici:
- Analisi video:

## Calciomercato

### Sessione estiva
| Acquisti | Acquisti         | Acquisti         | Acquisti |
| R.       | Nome             | da               | Modalità |
| -------- | ---------------- | ---------------- | -------- |
| C        | Leon Augusto     | PEPO             |          |
| D        | Connor Klossek   | F. Düsseldorf II |          |
| D        | Jason Prodanovic | SpVg Schonnebeck |          |
| D        | Niklas Schubert  | TuRU Düsseldorf  |          |
| D        | Kevin Ntika      | Angoulême        |          |
| P        | Justin Ospelt    | Vaduz            |          |
| A        | Charles Atsina   | Hibernian        |          |
| C        | Noe Baba         | Fortuna Colonia  |          |
| P        | Jovan Jovic      | Bochum U19       |          |
| C        | Fabio Minino     | Uerdingen 05 U19 |          |
| C        | Daniel Tumbas    | Uerdingen 05 U17 |          |

| Cessioni | Cessioni           | Cessioni         | Cessioni |
| R.       | Nome               | a                | Modalità |
| -------- | ------------------ | ---------------- | -------- |
| D        | Edvinas Girdvainis | Kauno Žalgiris   |          |
| A        | Gustav Marcussen   | Silkeborg        |          |
| D        | Christian Dorda    | Velbert          |          |
| C        | Rijad Kobiljar     | Sarajevo         |          |
| C        | Patrick Göbel      | Zwickau          |          |
| C        | Gino Fechner       | Wehen Wiesbaden  |          |
| C        | Dave Gnaase        | Saarbrücken      |          |
| A        | Adriano Grimaldi   | Saarbrücken      |          |
| P        | Hidde Jurjus       | De Graafschap    |          |
| C        | Christian Kinsombi | Sandhausen       |          |
| A        | Muhammed Kiprit    | Kaiserslautern   |          |
| D        | Jan Kirchhoff      | Stoccarda U19    |          |
| P        | Julius Paris       | Straelen         |          |
| C        | Kolja Pusch        | Duisburg         |          |
| D        | Leon Schneider     | Kickers Würzburg |          |
| D        | Omar Traoré        | Osnabrück        |          |
| C        | Peter van Ooijen   | Emmen            |          |
| C        | Fridolin Wagner    | Waldhof Mannheim |          |

### Sessione invernale
| Acquisti | Acquisti         | Acquisti | Acquisti |
| R.       | Nome             | da       | Modalità |
| -------- | ---------------- | -------- | -------- |
| C        | Jonathan Nielsen | Hellerup |          |

| Cessioni | Cessioni        | Cessioni              | Cessioni |
| R.       | Nome            | a                     | Modalità |
| -------- | --------------- | --------------------- | -------- |
| D        | Niklas Schubert | Sportfreunde Baumberg |          |
| A        | Ouadie Barini   | Siegburger SV 04      |          |
| D        | Connor Klossek  | Union Fürstenwalde    |          |
| A        | Joshua Yeboah   | RSV Meinerzhagen      |          |

## Risultati

### Regionalliga ovest

#### Girone di andata
| Arbitro: | Marx |

|                                                                |           |  |
| Buckmaier 16’ Heinz 21’ Kreyer 23’, 41’ Odenthal 60’ Bulut 81’ | Marcatori |  |

| Arbitro: | Severins |

|             |           |                         |
| Augusto 61’ | Marcatori | 8’, 36’ Wirtz 55’ Güler |

| Arbitro: | Engelmann |

|                           |           |                                |
| Fesenmeyer 24’ Atsina 57’ | Marcatori | 46’ Zahn 61’ Kaptan 90’ Touray |

| Arbitro: | Ernst |

|                                                                     |           |                           |
| Dietz 11’, 19’, 33’, 55’, 88’ Nottbeck 24’ Petermann 64’ Schlax 83’ | Marcatori | 38’ Fesenmeyer 48’ Barini |

| Velbert 4 settembre 2021, ore 14:00 CEST 5ª giornata | Uerdingen 05 | 0 – 0 referto | Alemannia Aquisgrana | Stadion Velbert (1 491 spett.)\| Arbitro: \| Exuzidis \| |
| Arbitro:                                             | Exuzidis     |               |                      |                                                          |

| Mönchengladbach 11 settembre 2021, ore 14:00 CEST 6ª giornata | Borussia M'gladbach II | 0 – 0 referto | Uerdingen 05 | Grenzlandstadion (682 spett.)\| Arbitro: \| Ulankiewicz \| |
| Arbitro:                                                      | Ulankiewicz            |               |              |                                                            |

| Arbitro: | Lahora-Chulian |

|                       |           |  |
| Atsina 68’ Barini 71’ | Marcatori |  |

| Arbitro: | Bramkamp |

|            |           |          |
| Hasani 85’ | Marcatori | 68’ Neiß |

| Arbitro: | Tietze |

|                |           |                       |
| Fesenmeyer 57’ | Marcatori | 39’ Wolff 90’ Wiemann |

| Arbitro: | Scheer |

|                     |           |  |
| Holldack 70’ (rig.) | Marcatori |  |

| Arbitro: | Goldmann |

|  |           | |
|  | Marcatori | 10’, 62’, 86’ Kefkir 16’, 43’, 57’ Engelmann 46’ Harenbrock 68’ Bastians 72’ Plechaty 74’ Krasniqi 90’ (rig.) Janjić |

| Arbitro: | Weller |

|                        |           |  |
| Pfeiffer 71’ Rizzo 78’ | Marcatori |  |

| Arbitro: | Mynarek |

|  |           |                                       |
|  | Marcatori | 80’ Königs 90’ (rig.) Pires-Rodrigues |

| Arbitro: | Exuzidis |

|                                                  |           |  |
| Lanius 17’ Owusu 47’ Sierck 71’ (aut.) Najar 84’ | Marcatori |  |

| Arbitro: | Weller |

|             |           |                  |
| Augusto 22’ | Marcatori | 81’ Hirschberger |

| Arbitro: | Schuh |

|              |           |                    |
| Marcinek 86’ | Marcatori | 17’ (rig.) Cirillo |

| Arbitro: | Goldmann |

|  |           |            |
|  | Marcatori | 2’ Wegkamp |

| Arbitro: | Ulankiewicz |

|                                               |           |            |
| Krasniqi 1’ Becker 51’ Schell 75’ Dadaşov 78’ | Marcatori | 84’ Terada |

| Arbitro: | Aarts |

|            |           |                                       |
| Jensen 31’ | Marcatori | 7’ Matter 24’ Maier 64’ Schlüsselburg |

#### Girone di ritorno
| Arbitro: | Besong |

|                       |           |                                                        |
| Jensen 12’ Terada 75’ | Marcatori | 23’ Boesen 51’ Obst 57’ Oubeyapwa 60’ Heinz 62’ Winter |

| Arbitro: | Exuzidis |

|                    |           |            |
| Fladung 21’ (aut.) | Marcatori | 77’ Atsina |

| Arbitro: | Mynarek |

|                                                                  |           |          |
| Szeleschus 52’ Zahn 56’ (rig.) Böhmer 61’ Ruzgis 69’ Demming 82’ | Marcatori | 78’ Baba |

| Arbitro: | Schuh |

|                          |           |                       |
| Terada 79’ Schlösser 81’ | Marcatori | 14’ Örnek 47’ Schmitt |

| Arbitro: | Damar |

|                                  |           |                               |
| Gündüz 38’ Müller 41’ Yildiz 81’ | Marcatori | 54’ Augusto 85’ (rig.) Jensen |

| Arbitro: | Gansloweit |

|             |           |                                           |
| Karakas 56’ | Marcatori | 61’ (rig.) Lieder 67’, 88’, 90’ Telalović |

| Arbitro: | Schäfer |

|  |           |                |
|  | Marcatori | 74’ Kretschmer |

| Arbitro: | Visse |

|                            |           |  |
| Augusto 29’ Fesenmeyer 83’ | Marcatori |  |

| Arbitro: | Lahora-Chulian |

|  |           |            |
|  | Marcatori | 40’ Terada |

| Arbitro: | Dardenne |

|            |           |              |
| Terada 13’ | Marcatori | 82’ Marzullo |

| Arbitro: | Engelmann |

|                         |           |  |
| Engelmann 23’, 42’, 61’ | Marcatori |  |

| Arbitro: | Liedtke |

|                                               |           |           |
| Prodanovic 35’ Fesenmeyer 65’, 83’ Mallek 87’ | Marcatori | 71’ Kader |

| Arbitro: | Rupert |

|                       |           |  |
| Prokoph 16’ Šarić 21’ | Marcatori |  |

| Arbitro: | Exuzidis |

|                |           |           |
| Fesenmeyer 44’ | Marcatori | 81’ Demaj |

| Arbitro: | Schuh |

|              |           |  |
| Lobinger 25’ | Marcatori |  |

| Arbitro: | Holz |

|  |           |                                         |
|  | Marcatori | 25’, 55’ Talarski 67’ Pfalz 69’ Wellers |

| Arbitro: | Weller |

|                                           |           |  |
| Langlitz 3’ Teklab 54’ Farrona-Pulido 74’ | Marcatori |  |

| Arbitro: | Scheer |

|                                       |           |                                                 |
| Brdaric 35’ Fesenmeyer 49’ Atsina 85’ | Marcatori | 23’ Castelle 38’, 76’ Scienza 80’ (aut.) Jensen |

| Arbitro: | Engelmann |

|                              |           |                                               |
| Steinfeldt 4’ Maier 19’, 29’ | Marcatori | 15’, 56’ Fesenmeyer 35’ Kretschmer 37’ Atsina |

## Statistiche

### Statistiche di squadra
| Competizione | Punti | In casa | In casa | In casa | In casa | In casa | In casa | In trasferta | In trasferta | In trasferta | In trasferta | In trasferta | In trasferta | Totale | Totale | Totale | Totale | Totale | Totale | DR  |
| Competizione | Punti | G       | V       | N       | P       | Gf      | Gs      | G            | V            | N            | P            | Gf           | Gs           | G      | V      | N      | P      | Gf     | Gs     | DR  |
| ------------ | ----- | ------- | ------- | ------- | ------- | ------- | ------- | ------------ | ------------ | ------------ | ------------ | ------------ | ------------ | ------ | ------ | ------ | ------ | ------ | ------ | --- |
| Regionalliga | 27    | 19      | 3       | 5       | 11      | 24      | 48      | 19           | 3            | 4            | 12           | 15           | 48           | 38     | 6      | 9      | 23     | 39     | 96     | -57 |
| Totale       | 27    | 19      | 3       | 5       | 11      | 24      | 48      | 19           | 3            | 4            | 12           | 15           | 48           | 38     | 6      | 9      | 23     | 39     | 96     | -57 |

### Andamento in campionato
| Giornata  | 1  | 2  | 3  | 4  | 5  | 6  | 7  | 8  | 9  | 10 | 11 | 12 | 13 | 14 | 15 | 16 | 17 | 18 | 19 | 20 | 21 | 22 | 23 | 24 | 25 | 26 | 27 | 28 | 29 | 30 | 31 | 32 | 33 | 34 | 35 | 36 | 37 | 38 |
| --------- | -- | -- | -- | -- | -- | -- | -- | -- | -- | -- | -- | -- | -- | -- | -- | -- | -- | -- | -- | -- | -- | -- | -- | -- | -- | -- | -- | -- | -- | -- | -- | -- | -- | -- | -- | -- | -- | -- |
| Luogo     | T  | C  | C  | T  | C  | T  | C  | T  | C  | T  | C  | T  | C  | T  | C  | T  | C  | T  | C  | C  | T  | T  | C  | T  | C  | T  | C  | T  | C  | T  | C  | T  | C  | T  | C  | T  | C  | T  |
| Risultato | P  | P  | P  | P  | N  | N  | V  | N  | P  | P  | P  | P  | P  | P  | N  | N  | P  | P  | P  | P  | N  | P  | N  | P  | P  | V  | V  | V  | N  | P  | V  | P  | N  | P  | P  | P  | P  | V  |
| Posizione | 20 | 20 | 20 | 20 | 20 | 19 | 17 | 17 | 17 | 17 | 18 | 20 | 20 | 20 | 20 | 20 | 20 | 20 | 20 | 20 | 20 | 20 | 20 | 20 | 20 | 20 | 19 | 19 | 19 | 19 | 19 | 19 | 19 | 19 | 19 | 20 | 20 | 19 |

Legenda:

Luogo: C = Casa; T = Trasferta. Risultato: V = Vittoria; N = Pareggio; P = Sconfitta.

### Statistiche dei giocatori
| C. Atsina     | 26 | 5  | 0  | 1 |
| L. Augusto    | 29 | 4  | 4  | 0 |
| M. Ağırbaş    | 9  | 0  | 1  | 0 |
| N. Baba       | 35 | 1  | 15 | 0 |
| O. Barini     | 10 | 2  | 0  | 0 |
| T. Brdaric    | 14 | 1  | 4  | 0 |
| J. Brendieck  | 4  | 0  | 0  | 0 |
| M. Cirillo    | 22 | 1  | 3  | 0 |
| B. Do         | 3  | 0  | 1  | 0 |
| A. Fesenmeyer | 22 | 10 | 2  | 0 |
| T. Fladung    | 25 | 0  | 4  | 1 |
| J. Heiduck    | 1  | 0  | 0  | 0 |
| L. Jensen     | 25 | 3  | 2  | 1 |
| S. Jeroch     | 0  | 0  | 0  | 0 |
| J. Jovic      | 30 | 0  | 1  | 0 |
| L. Kadiata    | 34 | 0  | 5  | 0 |
| E. Karakas    | 12 | 1  | 3  | 1 |
| L. Kenia      | 12 | 0  | 1  | 2 |
| C. Klossek    | 14 | 0  | 2  | 0 |
| M. Kretschmer | 21 | 2  | 2  | 0 |
| C. Mallek     | 21 | 1  | 1  | 0 |
| T. Meißner    | 1  | 0  | 0  | 0 |
| F. Minino     | 3  | 0  | 0  | 0 |
| M. Müller     | 0  | 0  | 0  | 0 |
| J. Neiß       | 33 | 1  | 4  | 0 |
| J. Nielsen    | 14 | 0  | 0  | 0 |
| K. Ntika      | 11 | 0  | 5  | 0 |
| J. Ospelt     | 5  | 0  | 0  | 0 |
| J. Prodanovic | 37 | 1  | 4  | 0 |
| P. Schlösser  | 26 | 1  | 3  | 1 |
| N. Schubert   | 3  | 0  | 0  | 0 |
| J. Sierck     | 27 | 0  | 6  | 2 |
| S. Terada     | 18 | 5  | 1  | 0 |
| D. Tumbas     | 0  | 0  | 0  | 0 |
| J. Yeboah     | 12 | 0  | 2  | 0 |
| J. Yun        | 8  | 0  | 1  | 0 |